# 特氏側牙齧魚
特氏側牙齧魚，為輻鰭魚綱脂鯉目脂鯉亞目脂鯉科的其中一個種，為熱帶淡水魚，分布於南美洲Trombetas河流域，體長可達11.7公分，棲息在底中層水域，生活習性不明。